# Đồng Thanh Bình
Đồng Thanh Bình tên thật là Đồng Văn Bình (sinh ngày 8 tháng 5 năm 1983 tại Cát Bà, Hải Phòng), là một nam diễn viên người Việt Nam. Ngay từ vai diễn đầu tiên trong phim video Đêm vùng biên, anh đã giành được giải Nam diễn viên chính xuất sắc tại Liên hoan phim Việt Nam lần thứ XV. Vai diễn Tùng giun đất trong bộ phim truyền hình nhiều tập Lập trình cho trái tim phát sóng trên VTV3 đã đưa anh trở thành gương mặt quen thuộc với khán giả truyền hình. Anh còn có vai diễn ấn tượng gần đây là vai Bố dượng Quỳnh trong Quỳnh búp bê.

## Tiểu sử
Đồng Thanh Bình sinh ngày sinh ngày 8 tháng 5 năm 1983 ở đảo Cát Bà, huyện đảo Cát Hải, Hải Phòng. 
Đồng Thanh Bình trở thành diễn viên một cách tình cờ vào năm 2004 khi đang theo học ngành kỹ sư công nghệ thông tin. Anh đã được đạo diễn Đặng Thái Huyền chọn vào vai chính cho phim Đêm vùng biên, với vái diễn này anh đã được nhận giải Nam diễn viên chính xuất sắc tại Liên hoan phim Việt Nam lần thứ XV tổ chức tại Nam Định. Đồng Thanh Bình sau đó theo học khoa diễn viên tại Đại học Sân khấu - Điện ảnh Hà Nội.
Năm 2008, Đồng Thanh Bình tham gia cuộc thi Siêu mẫu Việt Nam và lọt vào Top 10 chung cuộc.
Anh là giám đốc truyền thông của Công ty Cổ phần Dịch vụ Công nghệ thông tin và Truyền thông SMIT Việt Nam.

## Các phim đã đóng
| Năm  | Tên                       | Vai diễn        | Đạo diễn                                          | Ghi chú               |
| ---- | ------------------------- | --------------- | ------------------------------------------------- | --------------------- |
|      | Đêm vùng biên             |                 |                                                   |                       |
|      | Tháng 13                  |                 |                                                   |                       |
|      | Trò đùa nguy hiểm         |                 |                                                   |                       |
|      | Hoa mùa đầu núi           |                 |                                                   |                       |
|      | Mặt trời trong thung lũng |                 |                                                   |                       |
|      | Khi nắng xuân về          |                 | Đỗ Chí Hướng                                      |                       |
|      | Cổ tích đom đóm           |                 |                                                   |                       |
| 2008 | Công ty thám tử 3M        |                 |                                                   |                       |
| 2009 | Lập trình cho trái tim    | Tùng "Giun đất" | Phi Tiến Sơn, Phạm Nhuệ Giang, Nguyễn Mạnh Hà     |                       |
| 2010 | Dịch vụ gỡ rối từ A đến Z | Sơn             | Trần Trí Thành                                    |                       |
|      | Thiên đường ảo vọng       |                 |                                                   |                       |
|      | Về quê đón Tết            |                 |                                                   |                       |
| 2011 | Cầu vồng tình yêu         | Quảng           | NSƯT Vũ Hồng Sơn, NSND Trọng Trinh & Bùi Tiến Huy |                       |
| 2012 | Mặt nạ da người           | Tuấn            | Mai Hồng Phong                                    |                       |
| 2016 | Điều bí mật               | Kiên            | Mai Hồng Phong                                    |                       |
| 2018 | Quỳnh búp bê              | Bố dượng Quỳnh  | Mai Hồng Phong                                    | Vai phản diện đầu tay |
| 2020 | Lựa chọn số phận          | Lê Văn Dân      | Mai Hồng Phong                                    |                       |

## MV ca nhạc
| Năm  | Bài hát             | Tác giả      | Bạn diễn  | Tham khảo |
| ---- | ------------------- | ------------ | --------- | --------- |
| 2010 | Tương tư nàng ca sĩ | Hồ Quang Tám | Bảo Thanh |           |